# Філіп Сгріккіа
Філіп Сгріккіа (англ. Philip Sgriccia; нар. 20 квітня 1969) — американський телевізійний продюсер, режисер, редактор і сценарист. Найбільш відомий за телешоу «Надприродне» (від 2006 р.), «Лоїс і Кларк: Нові пригоди Супермена» (1993–1997), «Революція» (2012–2014).

## Основна фільмографія
- 1987–1988 — «Макс Гедрум» (Max Headroom), редактор
- 1991 — «Нічний дзвінок» (Midnight Caller), режисер, редактор
- 1992–1993 — «Розумні сумніви» (Reasonable Doubts), режисер, продюсер, редактор
- 1993–1997 — «Лоїс і Кларк: Нові пригоди Супермена» (Lois & Clark: The New Adventures of Superman), режисер, продюсер
- 1995–1996 — «Чарлі Грейс» (Charlie Grace), продюсер, редактор
- 1997–1998 — «Патруль часу» (Timecop), режисер, продюсер
- 1997–1999 — «Геркулес: Легендарні подорожі» (Hercules: The Legendary Journeys), режисер
- 1999 — «Родина Терк» (Turks), продюсер, редактор
- 2000–2001 — «Прикрий мене: Засновано на справжній історії сім’ї під прикриттям ФБР» (Cover Me: Based on the True Life of an FBI Family), режисер, продюсер
- 2002–2004 — «Нічний таксист» (Hack), режисер, продюсер
- 2012–2014 – «Революція» (Revolution), режисер, продюсер
- 2006–2016 — «Надприродне» (Supernatural), режисер, продюсер, сценарист

## Особисте життя
Дружина — Марта Сгріккіа; діти — Моллі та Семуел Девід. 